# امپراتور تونگ‌ژی
امپراتور تونگ‌ژی (۲۷ آوریل ۱۸۵۶ – ۱۲ ژانویه ۱۸۷۵) دهمین امپراتور دودمان چینگ و هشتمین امپراتور چینگ بود که بر کلیه خاک چین حکومت می‌کرد. سلطنت او از ۱۸۶۱ تا ۱۸۷۵ میلادی، که بیشتر در دوره نوجوانی او سپری شد، کاملاً در سایهٔ قدرت مادرش - امپراتریس بیوه تزی شی - قرار داشت. هر چند در دو سال حکومت مستقل خود از نفوذ مادر و نامادری خود سیان آشکارا بیزار بوده و تلاش داشت آنها را از دخالت در کارهای شخصی و دولتی خود دور کند، به ویژه مادر خود تزی شی، اگرچه او نفوذ اندکی در دو سال حکومت خود بدون سایه بر امور حکومتی داشت.
وی در سال ۱۸۷۵، مبتلا به بیماری آبله شد، تلاش ها برای بهبودی وی ناکام ماند، و در ژانویه همان سال، در شهر ممنوعه درگذشت. وقایع دوره حکومت او منجر به اصلاحات تونگ‌ژی گردید که به دلیل مرگ زودهنگام وی، تلاشی ناموفق برای مدرنیزه و متجدد کردن چین به حساب می‌آمد.